# یو آئویی
یو آئویی (انگلیسی: Yū Aoi؛ زادهٔ ۱۷ اوت ۱۹۸۵) هنرپیشه و مدل اهل ژاپن است. وی از سال ۱۹۹۹ میلادی تاکنون مشغول فعالیت بوده است.
از فیلم‌هایی که وی در آن نقش داشته است، می‌توان به توکیو!، خانواده توکیو، پرندگان بی‌نام، توکیو غول، کشتن، و شمشیرزن دوره‌گرد (رورونی کنشین) اشاره کرد.

## فیلم
| سال  | نام                                  | نقش             |
| ---- | ------------------------------------ | --------------- |
| ۲۰۰۱ | همه‌چیز درباره لیلی چوچو              | شیوری تسودا     |
| ۲۰۰۴ | هانا و آلیس                          | آلیس            |
| ۲۰۰۵ | یاماتو                               | تائِکو           |
| ۲۰۰۶ | دختران رقاص هولا                     | کیمیکو تانیکاوا |
| ۲۰۰۷ | موشی‌شی                               | تانیو           |
| ۲۰۰۸ | دختر یک میلیون ینی                   | سوزوکو ساتو     |
| ۲۰۰۸ | توکیو!                               | دختر پیک پیتزا  |
| ۲۰۱۱ | خون‌آشام                              | مینا            |
| ۲۰۱۲ | شمشیرزن دوره‌گرد                      | مِگومی تاکانی    |
| ۲۰۱۳ | خانواده توکیو                        | نوریکو مامیا    |
| ۲۰۱۴ | شمشیرزن دوره‌گرد: جهنم کیوتو          | مِگومی تاکانی    |
| ۲۰۱۴ | شمشیرزن دوره‌گرد: افسانه پایان می‌یابد | مِگومی تاکانی    |
| ۲۰۱۵ | سفر به ساحل                          | توموکو          |
| ۲۰۱۶ | چه خانواده عجیبی!                    | نوریکو مامیا    |
| ۲۰۱۷ | توکیو غول                            | ریزه کامیشیرو   |
| ۲۰۱۷ | پرندگان بی‌نام                        | تُواکو           |
| ۲۰۱۸ | کشتن                                 | یو              |
| ۲۰۲۰ | همسر یک جاسوس                        | ساتوکو فوکوهارا |
| ۲۰۲۱ | شمشیرزن دوره‌گرد: پایان               | مِگومی تاکانی    |